# Wilhelm Endemann (Politiker)

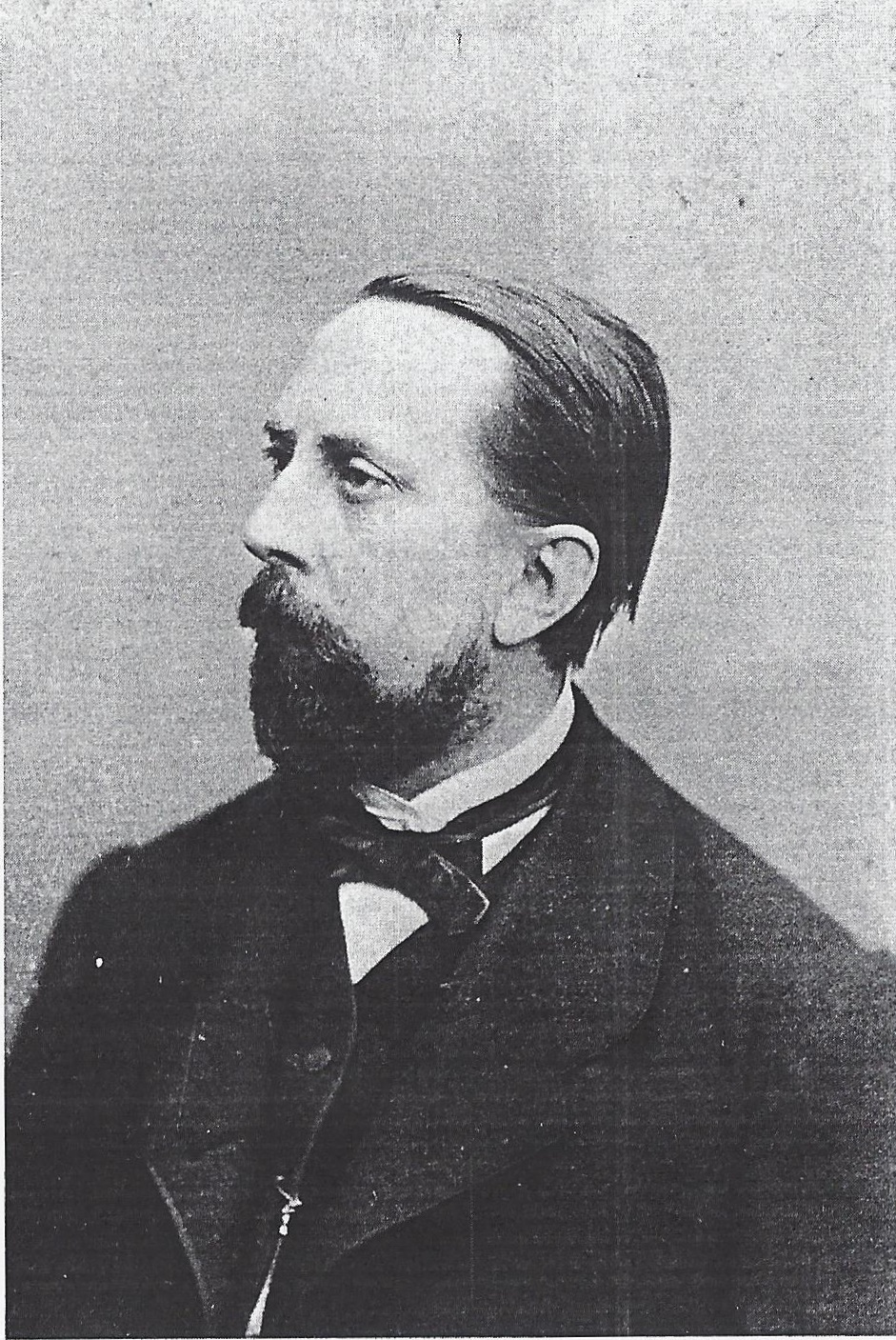
Wilhelm Endemann

Samuel Wilhelm Endemann (* 24. April 1825 in Marburg; † 13. Juni 1899 in Kassel) war ein deutscher Rechtswissenschaftler. Er war Abgeordneter im Reichstag (Norddeutscher Bund) und im Reichstag (Deutsches Kaiserreich).

## Leben
Endemanns Eltern waren der Jurist und Senatspräsident Johann Conrad Endemann und seine Frau Charlotte Wilhelmine geb. Grau. Ein Bruder war Friedrich Carl Endemann, Vizebürgermeister von Kassel und Reichstagsabgeordneter.
Endemann besuchte von 1825 bis 1843 das Friedrichsgymnasium (Kassel). Nach dem Abitur studierte er Rechtswissenschaft, Nationalökonomie und Geschichte an der Philipps-Universität Marburg. 1843 wurde er Mitglied des Corps Teutonia Marburg. Als Inaktiver wechselte er an die Ruprecht-Karls-Universität Heidelberg. 1847–1851 absolvierte er den Vorbereitungsdienst für den Justizdienst im Kurfürstentum Hessen. Im Jahr 1851 war Endemann Staatsanwalt in Rinteln. Danach war er ab 1852 Amtsassessor und ab 1856 Obergerichtsassessor in Fulda. Er heiratete dort im selben Jahr Katinka Pult. Ein Sohn war Friedrich Endemann.
Für seine wissenschaftlichen Leistungen wurde er 1862 von der Universität Jena zum Doktor honoris causa ernannt. Im selben Jahr berief ihn diese Universität zum ordentlichen Professor und in den Sommersemestern 1864 und 1872 zum Rektor. Gleichzeitig war er dort Oberappellationsgerichtsrat am Oberappellationsgericht Jena. Er lehrte Handels- und Prozessrecht sowie Rechts- und Wirtschaftsgeschichte.
1875 wechselte Endemann an die Rheinische Friedrich-Wilhelms-Universität Bonn. Dort kamen zu seinen bisherigen Fächern auch noch Staats- und Prozessrecht hinzu. Daneben hat er in Elberfeld und Köln mehrmals in der Woche für Eisenbahnbeamte Vorlesungen im Eisenbahnrecht gehalten. Er bat 1895/96 um die Entbindung von seinen Pflichten und zog 1898 nach Kassel.

### Werk
Eine bedeutende Leistung im Bereich der Rechts- und Wirtschaftsgeschichte waren seine „Studien in der romanistisch-kanonistischen Wirtschafts- und Rechtslehre.“ Dieses Werk erschien in zwei Bänden 1874 und 1883. Sein sonstiges juristisches Werk hat zur Fortentwicklung des Handels- und Zivilprozessrechts beigetragen.
Endemann wird zur jüngeren Historischen Rechtsschule gerechnet. Mit Blick auf die praktische und soziale Aufgabe des Rechts war ihm der evolutionistische Fortschritt des Rechts besonders wichtig. Im Gegensatz zu anderen Vertretern der historischen Rechtsschule hatte die Rechtsgeschichte nach seiner Auffassung die Aufgabe, den Weg für eine fortschrittliche Umgestaltung des Rechts zu ebnen. Den Niederschlag seiner mehr soziologischen als historisch-dogmatischen Methode findet sich unter anderem in seinem Lehrbuch des Handelsrechts von 1865. Auch im Bereich des Prozessrechts hat er zur Fortentwicklung der Praxis beigetragen. Er gehörte seit 1867 auch der Norddeutschen Bundeskommission für Zivilprozessrecht an. Im Jahr 1872 nahm er am Allgemeinen Statistischen Kongress in St. Petersburg teil.

### Politik
Endemann betätigte sich auch als Parlamentarier. In Bonn gehörte er dem anfangs von Heinrich von Sybel geleiteten Deutschen Verein an. Er war Mitglied der nationalliberalen Partei und gehörte in dieser dem eher linken Flügel an. Er saß für den Reichstagswahlkreis Fürstentum Schwarzburg-Rudolstadt im Reichstag (Norddeutscher Bund) und (in der ersten Legislaturperiode) für den Reichstagswahlkreis Großherzogtum Sachsen-Weimar-Eisenach 2 im Reichstag (Deutsches Kaiserreich). Er vertrat dabei den Wahlkreis Eisenach. In der katholischen Rheinprovinz konnte er später nicht den Niedergang der Nationalliberalen zu Gunsten der Zentrumspartei verhindern. Durch verschiedene Angriffe enttäuscht, zog er sich schließlich vom politischen Leben ganz zurück.

## Werke (Auswahl)
- mit Karl Heinrich Ludwig Brinckmann: Lehrbuch des Handelsrechts, 2 Bände, Heidelberg 1853–1860.
- Die Beweislehre des Zivilprozesses. Heidelberg, 1860, (2 Abteilungen.)
- Das deutsche Handelsrecht. Heidelberg, 1865, 4. Aufl. 1887
- Das deutsche Zivilprozessrecht. Heidelberg, 1868
- Die Rechtshilfe im Norddeutschen Bund. Berlin, 1870
- Die Haftpflicht der Eisenbahnen, Bergwerke etc. Berlin 1871, 3. Aufl. 1885
- Das Recht der Aktiengesellschaften. Heidelberg, 1873
- Studien in der romanisch-kanonistischen Wirtschafts- und Rechtslehre. Berlin 1874–83, (2 Bde.)
- Der Markenschutz. Berlin, 1875
- Der deutsche Zivilprozeß. Berlin 1878–79, (3 Bde.)
- Das Recht der Eisenbahnen. Leipzig, 1886
- Das deutsche Konkursverfahren. Leipzig, 1889
- Das Zivilprozeßverfahren nach der kanonistischen Lehre. Berlin, 1890
- Die Entwickelung des Beweisverfahrens im deutschen Zivilprozeß seit 1495. Bonn, 1895
- Die Behandlung der Arbeit im Privatrecht. Jena, 1896
- Mitherausgeber: Handbuch des deutschen Handels-, See- und Wechselrechts. Leipzig, 1881–83, (4 Bde.)